# Port lotniczy Ujae
Port lotniczy Ujae (IATA: UJE, ICAO UJAP) – port lotniczy zlokalizowany na atolu Ujae (Wyspy Marshalla).